# Liste des sénateurs de la Moselle

Département de la Moselle

Liste des sénateurs de la Moselle

## IIIeRépublique
- Henri Collin de 1920 à 1921
- Maurice Bompard de 1920 à 1933
- Henri de Marguerie de 1920 à 1933
- Auguste Édouard Hirschauer de 1920 à 1940
- Jean Stuhl de 1920 à 1940
- Jean-Marie de Berthier de Sauvigny de 1922 à 1926
- Guy de Wendel de 1927 à 1940
- Édouard Corbedaine de 1933 à 1940
- Jules Wolff de 1933 à 1940

## IVeRépublique
- Gabriel Hocquard de 1946 à 1948
- André Rausch de 1946 à 1948
- Pierre Muller de 1946 à 1948
- Jean-Éric Bousch de 1948 à 1959
- Paul Driant de 1948 à 1959
- René Schwartz de 1948 à 1959

## VeRépublique
Période 1959 - 1965
Scrutin majoritaire - Nombre d'électeurs inscrits : 
Liste d'Union nationale : 4 sièges
- 1840 voix : René Schwartz (RI) - maire de Thionville. Décédé le 9 mai 1960, il est remplacé au Sénat par Pierre Fastinger (RI), maire de Fontoy, conseiller général.

- 1835 voix : Jean-Éric Bousch (UNR) - maire de Forbach - Conseiller général
- 1830 voix : Paul Driant (UNR) - Président du Conseil général de la Moselle - Maire de Gravelotte
- 1777 voix : René Jager (MRP) - maire de Fénétrange - Conseiller général

Période 1965 - 1974
Scrutin majoritaire - Nombre d'électeurs inscrits : 2419
Liste d'Entente démocratique : 2 sièges
- 1284 voix, 53,48% : Paul Driant (Centriste) - Président du Conseil général de la Moselle - Maire de Gravelotte
- 1227 voix, 51,10% : René Jager (Centriste) - Maire de Fénétrange - Conseiller général

Liste de l'UNR et des Républicains indépendants : 2 sièges
- 1228 voix, 52,12% : Jean-Éric Bousch (UNR) - Maire de Forbach - Président de la CA Forbach-Porte de France (1970-) - Conseiller général (1949-1973)

- 1109 voix, 47,07% : Robert Schmitt (RI) - Conseiller général (1970-)

Période 1974 - 1983
Scrutin majoritaire - Nombre d'électeurs inscrits : 2445
Liste de Majorité présidentielle : 2 sièges
- 846 voix, 35,29% : André Bohl (Centriste) - Maire de Creutzwald - Conseiller général
- 816 voix, 34,04% : Robert Schmitt (RI) - Conseiller général (1970-1976)

Liste Union centriste des démocrates de progrès : 2 sièges
- 952 voix, 39,72% : René Jager (Centriste) - Maire de Fénétrange (1959-1977) - Conseiller général (1945-1976). Décédé le 28 juillet 1983, il est remplacé au Sénat par Rémi Cabocel, Maire de Lezey.
- 949 voix, 39,59% : Jean-Marie Rausch (Centriste) - Maire de Metz - Président du District de l'agglomération messine - Président du Conseil général (1979-1982) - Conseiller général - Président du Conseil régional (1982-)

Période 1983 - 1992
Scrutin proportionnel - Nombre d'électeurs inscrits : 2742
Liste conduite par Jean-Marie Rausch : 1263 voix, 46,55%, 3 sièges
- Jean-Marie Rausch (UC - DVD) - Maire de Metz - Président du District de l'agglomération messine - Président du Conseil régional - Président de l'Association des Maires des Grandes Villes de France. Nommé au gouvernement le 23 juin 1988, il est remplacé au Sénat par Jean-Éric Bousch, RPR, maire de Forbach, Président du district de Forbach, Conseiller général (1976-1990)

- André Bohl (UC - UDF) - Maire de Creutzwald - Conseiller général

- Roger Husson (RPR) - Maire de Dieuze - Conseiller général

Liste conduite par Jean-Pierre Masseret : 835 voix, 30,78%, 2 sièges
- Jean-Pierre Masseret (PS) - Conseiller général (1979-1985) - Conseiller régional (1986-) - Conseiller municipal de Metz (1983-1989)
- Paul Souffrin (PCF) - Maire de Thionville - Conseiller régional (1986-1989)

Période 1992 - 2001
Scrutin proportionnel - Nombre d'électeurs inscrits : 2793
Liste conduite par Jean-Pierre Masseret : 648 voix, 23,62%, 2 sièges
- Jean-Pierre Masseret (PS) - Conseiller régional - Maire de Hayange (1995-) / Nommé au gouvernement le 2 juin 1997, il est remplacé au Sénat par Roger Hesling.

- Charles Metzinger (PS) - Maire de Freyming-Merlebach (1971-1995) - Député jusqu'à cette date. Décédé le 10 septembre 1996, il est remplacé au Sénat par Gisèle Printz, Adjointe au maire de Serémange-Erzange et conseillère générale.

Liste conduite par André Bohl : 449 voix, 16,36%, 1 siège 
- André Bohl (UC - UDF) - Maire de Creutzwald - Conseiller général (1973-1994)

Liste conduite par Roger Husson : 337 voix, 12,28%, 1 siège
- Roger Husson (RPR) - Maire de Dieuze (1965-1997) - Conseiller général. Décédé le 28 avril 2000, il est remplacé au Sénat par Alain Hethener, conseiller général

Liste conduite par Jean-Marie Rausch : 302 voix, 11,01%, 1 siège
- Jean-Marie Rausch (RDSE - DVD) - Maire de Metz - Président du District de l'agglomération messine - Président de l'Association des Maires des Grandes Villes de France (1983-1995)

Période 2001 - 2011 (Mandat prorogé)
Scrutin proportionnel - Nombre d'électeurs inscrits : 2811
Liste conduite par Jean-Pierre Masseret : 940 voix, 34,08%, 3 sièges
- Jean-Pierre Masseret (PS) - Conseiller régional - Président du Conseil régional (2004-) - Conseiller municipal de Saint-Quirin (2001-2008)
- Gisèle Printz (PS) - Adjointe au maire de Serémange-Erzange
- Jean-Marc Todeschini (PS) - Adjoint au maire de Talange - Président de la Communauté de communes du Sillon mosellan (2008-2014) - Premier secrétaire fédéral de la Fédération PS

Liste conduite par Philippe Leroy : 486 voix, 17,62%, 1 siège
- Philippe Leroy (UMP) - Président du Conseil général

Liste conduite par Jean-Louis Masson : 343 voix, 12,44%, 1 siège
- Jean Louis Masson (UMP puis RASNAG) - Conseiller général - Président du SIVOM des cantons de Vigy et Montigny-Nord

Période 2011 - 2017
Scrutin proportionnel - Nombre d'électeurs inscrits : 2833
Liste conduite par Jean-Marc Todeschini : 1076 voix, 38,69%, 2 sièges :
- Jean-Marc Todeschini (PS) - Adjoint au maire (2001-2014) puis conseiller municipal de Talange - Président de la Communauté de communes du Sillon Mosellan (2008-2014). Nommé au gouvernement le 21 novembre 2014, il est remplacé au Sénat par Patrick Abate, maire PCF de Talange. Il redevient sénateur le 18 juin 2017.
- Gisèle Printz (PS) - Adjointe au maire de Serémange-Erzange (1989-2014). Démissionnaire le 31 aout 2014, elle est remplacée au Sénat par Jean-Pierre Masseret, président du Conseil régional.

Liste conduite par Jean-Louis Masson : 561 voix, 20,17%, 1 siège :
- Jean Louis Masson (DVD - RASNAG) - Conseiller général puis départemental - Conseiller municipal de Nouilly - Président du SIVOM des cantons de Vigy et Montigny-Nord

Liste conduite par Philippe Leroy : 507 voix, 18,23%, 1 siège :
- Philippe Leroy (UMP puis LR) - Vice-président du Conseil général (2011-2015)

Liste conduite par François Grosdidier : 411 voix, 14,78%, 1 siège :
- François Grosdidier (UMP puis LR) - Maire de Woippy - Vice-président de la CA2M - Président des Maires de Moselle - Député jusqu'à cette date

Période 2017 - 2023
Scrutin proportionnel - Nombre d'électeurs inscrits : 2926
Liste conduite par Jean-Louis Masson : 640 voix, 22,77%, 2 sièges : 
- Jean Louis Masson (DVD - RASNAG) - Conseiller départemental - Conseiller municipal de Nouilly
- Christine Herzog (DVD puis UDI - RASNAG puis rattachée Union centriste) - Conseillère départementale - Conseillère municipale de Hertzing

Liste conduite par François Grosdidier : 596 voix, 21,20%, 1 siège
- François Grosdidier (LR) - Conseiller municipal de Woippy, rapidement remplacé par Catherine Belrhiti (LR) à la suite de l’élection de ce dernier comme maire de Metz

Liste conduite par Jean-Marc Todeschini : 556 voix, 19,78%, 1 siège
- Jean-Marc Todeschini (PS) - Conseiller municipal de Talange

Liste conduite par Jean-Marie Mizzon : 378 voix, 13,45%, 1 siège
- Jean-Marie Mizzon (UDI - Union centriste) - Conseiller municipal de Basse-Ham

### Mandat 2023-2029
| Nom                | Parti | Parti | Autres mandats                                     |
| ------------------ | ----- | ----- | -------------------------------------------------- |
| Christine Herzog   |       | DVD   | Conseillère départementale du canton de Sarrebourg |
| Jean-Marie Mizzon  |       | UDI   | Maire de Basse-Ham                                 |
| Catherine Belrhiti |       | LR    |                                                    |
| Khalifé Khalifé    |       | LR    | Conseiller départemental du canton de Metz-2       |
| Michaël Weber      |       | PS    |                                                    |